# Coccophagus palaeolecanii
Coccophagus palaeolecanii är en stekelart som beskrevs av Yasnosh 1957. Coccophagus palaeolecanii ingår i släktet Coccophagus och familjen växtlussteklar.
Artens utbredningsområde är:
- Tyskland.
- Rumänien.
- Turkiet.
- Moldavien.

Inga underarter finns listade i Catalogue of Life.